# Vonetta Flowers
Vonetta Lashaw Flowers (ur. 29 października 1973 w Birmingham w stanie Alabama) – amerykańska bobsleistka. Złota medalistka olimpijska z Salt Lake City.
Przez wiele lat była lekkoatletką, specjalizowała się w sprincie i skoku w dal. Brała udział w dwóch zimowych igrzyskach (IO 02, IO 06). W 2002 bobsleje w wykonaniu pań debiutowały w programie olimpijskim, a Flowers i jej partnerka Jill Bakken zostały pierwszymi mistrzyniami olimpijskimi w tej konkurencji. Flowers zdobyła złota jako pierwszy czarnoskóry sportowiec w historii zimowych igrzysk olimpijskich. Wraz z Jean Racine wywalczyła brązowy medal mistrzostw świata w 2004.